# MT-55
МТ-55 или МТУ-55 је специјализовани тенк носач моста (ТНМ) израђен на основи совјетског главног борбеног тенка Т-55.

## Развој и производња
Изворна совјетска верзија, МТУ-55 је развијена као замена старији модел тенка носача моста, МТУ-20. Серијска производња је почела у Уралвагонзаводу, 1962. године. Лиценца за производњу је дата и Чехословачкој и Источној Немачкој, са циљем унификације технике оклопних јединица армија Варшавског уговора.
Развој у Чехословачкој је започет 1962. године и завршен 1967. Серијска производња је започета 1969. године у ЗТС Мартин. До 1983. године у Чехословачкој је произведено како за домаће и потребе Варшавског пакта, тако и за извоз у остале државе укупно 1762 тенка носача моста, укључујући и 183 за извоз у капиталистичке државе (Ирак, Индија, Сирија, Египат) као и 301 шасије за Источно Немачку верзију БЛГ-60.

## Опис
Тенк носач моста МТ-55А је заснован на шасији тенка Т-55А. Визуелно подсећа на тенк Т-55 без куполе са модификованим оклопним телом и хидраучичним механизмом за полагање моста који је у транспорту смештен на оклопном телу у склопљеном положају. Намењен је за брзо полагање моста преко различитих препрека, било противтенковских ровова и нагиба терена непроходних за тенкове, тако и водених препрека. Тенк је опремљен механизмом за полагање моста који покрећу цилиндри хидрауличног уређаја. Мост се може поставити преко препреке и склонити са ње и вратити на оклопно тело тенка носача моста. Полагање моста преко препреке се изводи пребацивањем напред уз истовремено расклапање и по полагању се механизам за полагање одваја од моста а смештање моста на оклопно тело се врши обрнутим редоследом.
Време за полагање моста је 3 минута, а за смештај моста на тенк износи од 5 до 8 минута.
Сам мост је дводелни са обртном везом на средини и раздвојеним колотраговима. Носивости је 50 тона, расклопљен има дужину од 18 метара и ширину од 3,30 метара, од чега колотраг има ширину 1,15м. Тежине је 6500 килограма.

## Варијанте

### СССР
- МТУ-55

### ЧССР
- МТ-55  - предсеријски модел, полаже дужи мост као са старијег тенка носача моста МТ-34.
- МТ-55А - стандардни серијски модел.
- МТ-55КС - модел за извоз капиталистичким државама.
- ПМ-55 - носач моста на шасији камиона 8х8 Татра Т-813.

### ДДР
- БЛГ-60

### Румунија
- БЛГ-67

## Корисници
- Белорусија
- Босна и Херцеговина
- Грузија
- Египат
- Индија
- Ирак
- Израел
- Русија
- Румунија
- Северна Кореја
- Сирија
- Словачка
- Словенија
- Србија
- Украјина
- Хрватска
- Чешка
- Шри Ланка

### Бивши корисници
- СССР
- Чехословачка
- Источна Немачка
- СФРЈ